# Bordurie
Ne doit pas être confondu avec Mordovie ou Syldavie.
La Bordurie est un pays imaginaire d'Europe orientale créé par Hergé dans Les Aventures de Tintin. Elle joue le rôle de l'antagoniste, en particulier en s'attaquant à son voisin, la Syldavie. La capitale en est Szohôd. C'est un régime totalitaire, d'abord inspiré de l'Allemagne nazie puis des régimes soviétiques.

## Histoire
Une brochure dans Le Sceptre d'Ottokar indique que le roi de Bordurie conquiert la Syldavie en 1195. Le pays l'occupe jusqu'en 1275, lorsque le baron Almaszout chasse les Bordures. Depuis, de nombreux conflits opposent les deux pays, en situation de « guerre larvée ».
Lors des événements narrés dans Le Sceptre d'Ottokar, la Bordurie tente de s'emparer de son voisin en détrônant le roi Ottokar : en Syldavie, le Parti de la Garde d'Acier dirigé par Müsstler  (dont le nom rappelle Mussolini et Hitler), doit provoquer des incidents avec la population bordure, tandis que des « sections de choc » du Zyldav Zentral Revoluzionär Komitzät (Comité central révolutionnaire syldave) sont chargées de s'emparer des points névralgiques de la capitale Klow ; les troupes bordures doivent ensuite pénétrer en territoire syldave. Grâce à la découverte du complot par Tintin, le coup d’État échoue et les troupes bordures reculent à 20 kilomètres de la frontière.
Si la Bordurie n'est pas nommée dans la dilogie Objectif Lune — On a marché sur la Lune, l'agent au service de l'ennemi  est le colonel Boris, c'est-à-dire l'agent chargé du coup d’État pro-bordure dans Le Sceptre d'Ottokar. La Bordurie tente de s'emparer de la fusée construite par le professeur Tournesol. L'album Objectif Lune, paru en 1953, rappelle les rivalités de la guerre froide dans la conquête spatiale.
Dans L'Affaire Tournesol, la Bordurie (tout comme la Syldavie) tente de récupérer l'arme à ultra-sons inventée par le professeur Tournesol afin de s'en servir à des fins militaires, mais échoue.
Plus tard, comme cela est rapporté dans Tintin et les Picaros, le régime de Szohôd fournit un soutien technique au dictateur du San Theodoros, le général Tapioca, éternel rival du général Alcazar, réfugié dans la jungle avec ses partisans. Le régime tapioquiste adopte alors l'idéologie et l'emblème de la Bordurie.

## Localisation
L'histoire de la Bordurie selon Hergé permet de situer ce pays dans les Balkans. Plusieurs caractéristiques politiques la rapprochent cependant de l'Allemagne nazie, puis de l'URSS.
Le nom du pays renvoie à la notion de bordure, c'est-à-dire de limite ou de frontière : Hergé choisit ainsi de mettre une séparation avec le monde où évoluent Tintin et ses compagnons. Pour Z. Truchlewski, « la Bordurie et la Syldavie sont en effet cet "autre" déprécié et qui incarne le parent pauvre de la civilisation occidentale ».

## Régime

### Régime fasciste de 1939

Drapeau de la Bordurie fasciste. Interprétation d'après l'empennage de l'avion à bord duquel Tintin fuit la Bordurie dans l'album de 1939 en noir et blanc[10].
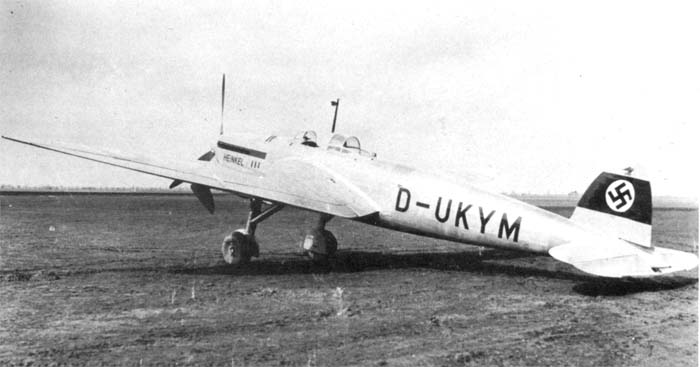
Avion Heinkel, modèle de celui de 1939[11],[12].
Drapeau de la Bordurie fasciste. D'après l'empennage du Messerschmitt de l'album de 1946 en couleur[13].

Dans l'album Le Sceptre d'Ottokar, la Bordurie est clairement un régime totalitaire fasciste. Il existe de nombreux parallèles entre la tentative d'annexion de la Syldavie et les revendications territoriales de l'Allemagne nazie (Anschluss) à l'époque de création de l'album,. Les uniformes des soldats bordures sont copiés sur les uniformes nazis, et Hergé s'est inspiré d'un avion allemand Heinkel (nom qui apparaît clairement sur le moteur dans la version noir et blanc) pour dessiner l'avion bordure que Tintin dérobe sur un aérodrome avant d'être abattu par la DCA syldave. Enfin, le chef du Parti de la Garde d'Acier (calque de « Garde de fer », parti fasciste roumain) se nomme Müsstler, contraction de Mussolini et Hitler évoquant aussi[réf. souhaitée] les noms des fascistes Anton Mussert (néerlandais) et Oswald Mosley (britannique).

### Régime stalinien après la Seconde Guerre mondiale
Après la Seconde Guerre mondiale, les références et inspirations indiquent plutôt une caricature des dictatures communistes d'Europe centrale et orientale. Les indices les plus probants figurent dans L'Affaire Tournesol, où l'on voit Hergé brosser le portrait d'un pays glorifiant à tout propos son dictateur Plekszy-Gladz (dont la moustache évoque en partie celle de Joseph Staline, et dont le nom est calqué sur le Plexiglas, rappelant de façon parodique le pseudonyme de Staline, directement inspiré par l'acier, cf. сталь en russe, Stahl en allemand), et où les visiteurs venus de l'Ouest sont en permanence accompagnés de « guides » appartenant à la police secrète. De même, l'intrigue de L'Affaire Tournesol tourne autour de l'espionnage et l'appropriation d'armes de destruction massive.
Néanmoins, le salut militaire bordure Amaïh Pleksy-Gladz évoque le salut nazi Heil Hitler ! (ainsi que l'exclamation anverso-gantoise amaï[réf. nécessaire]).

Le brassard porté par les représentants du régime de Plekszy-Gladz est très proche de celui porté par les nazis.
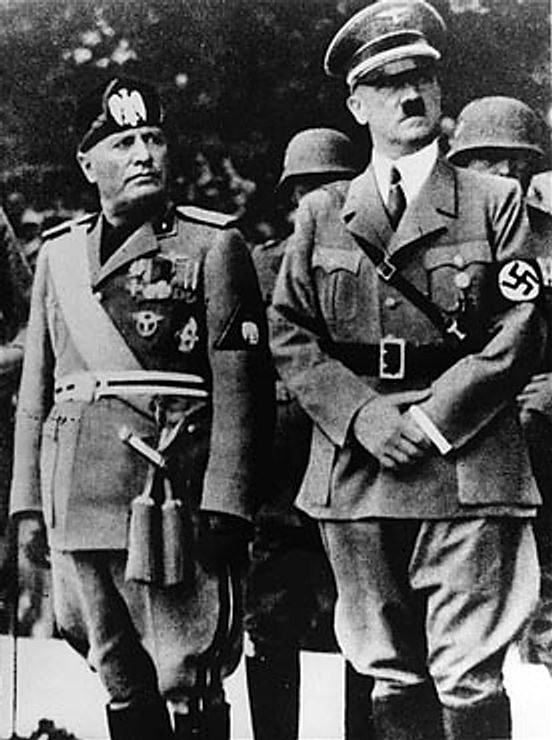
Rencontre entre Hitler et Mussolini.
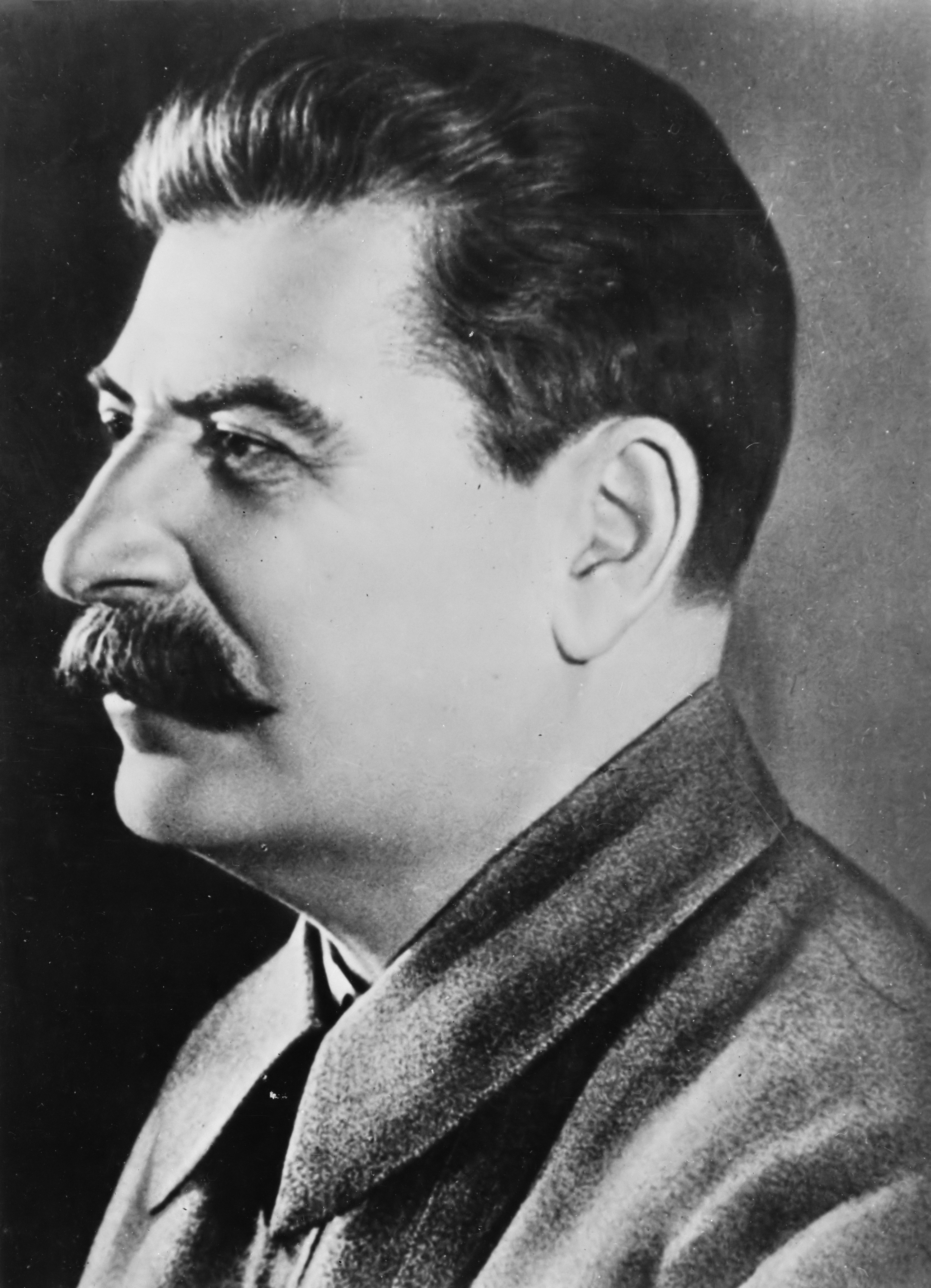
Joseph Staline dont les moustaches inspirent celles de Plekszy-Gladz.

Si le tyran Plekszy-Gladz et sa police politique évoquent Staline et le NKVD, ses généraux et le colonel Sponsz ressemblent surtout aux officiers du Troisième Reich ; quant à la capitale Szohôd, elle pourrait, par ses vitrines, son éclairage et ses nombreuses voitures, être n'importe quelle ville occidentale, s'il n'y avait, dans certaines vignettes de L'Affaire Tournesol, des minarets cylindriques de style turc qui la placent clairement dans les Balkans. On peut donc voir dans la Bordurie une caricature du totalitarisme en général, que ce soit l'URSS stalinienne ou l'Allemagne hitlérienne.
Les généraux de l'armée bordure détestent assez les pays occidentaux, applaudissant en voyant une représentation de la destruction (fictive) de New York dans L'Affaire Tournesol.

### Un régime totalitaire
Pour François Schuiten, Hergé utilise la Bordurie pour montrer les différences entre un régime autoritaire et un régime totalitaire : « en Bordurie, il n'est pas possible d'échapper au poids de l'idéologie moustachiste et de sa liturgie. L’État est partout, l'emprise du pouvoir y est beaucoup plus grande que dans un régime autoritaire ».

#### Culte de la personnalité
Le culte de la personnalité du maréchal Plekszy-Gladz fait modifier jusqu'aux pare-chocs des voitures bordures eux-mêmes. On retrouve la forme de sa moustache (dans L'Affaire Tournesol) sur tous les véhicules bordures. La moustache se retrouve également sur les casques des motards bordures, sur le fronton des immeubles (page 47 de L'Affaire Tournesol), sur les montures des lampes du palace où séjournent Haddock et Tintin, sur les calendriers et même sur le rebord d'une table de la suite de Tintin à Szohôd (page 48 de L'Affaire Tournesol). Enfin, une statue monumentale du maréchal Plekszy-Gladz se situe au centre de la place Plekszy-Gladz à Szohôd. On peut remarquer un passant saluant la statue (page 47 de L'Affaire Tournesol), le bras droit replié contre la poitrine, ce qui n'est pas sans rappeler le salut zoguiste (en) en vigueur en Albanie sous le roi Zog[réf. nécessaire].

### Rivalité avec la Syldavie
La Bordurie, fidèle à sa rivalité héréditaire avec la Syldavie, lui livre une lutte acharnée. La Bordurie constitue ainsi l'alter-ego de la Syldavie. La relation entre les deux pays permet à Hergé « de condenser et de simplifier l'essentiel des problèmes qui déchirent alors le continent européen » dans les années 1930 puis 1950.

## Langue
La langue parlée en Bordurie est le bordure. Elle s'écrit avec l'alphabet latin et utilise beaucoup l'accent circonflexe, qui rappelle le symbole de la moustache. Pour Benoît Peeters, c'est une marque de la propagande du régime bordure, qui étend son influence jusque dans l'alphabet. Le lexique est inspiré du bruxellois.

### Lexique
- amaïh ! = salut !, vive ! (< Néerl. amai, expression de surprise ou d'étonnement)
- hôitgang = sortie (< Néerl. uitgang)
- mänhir = monsieur (< All. Mein Herr ; < Néerl. Mijnheer)
- ointhfan = bureau de réception (< Néerl. ontvangst)
- platz = place (< All. Platz ; Néerl. plaats)
- pristzy ! = juron (< Fr. sapristi)
- szonett = sonnerie (< Fr. sonnette)
- sztôpp = stop
- tzhôl = douane (< All. Zoll)
- zserviz = service
- zsnôrr = moustache (< Néerl. snor)

La capitale du pays est Szohôd (transcription du bruxellois zo-ot, « sot », aussi utilisé comme onomatopée avec le sens de « Mon œil ! »).
Les mots en bordure transforment les lettres du néerlandais en d'autres lettres, telle que "i" qui devient "ï", "ui" devient "hôi", "ei" devient "ä", "ce" et "z" deviennent "tz" et "sn" devient "zsn".

## En dehors de l'univers d'Hergé
Le cas de la Syldavie et de la Bordurie a été réutilisé en dehors de l'univers des Aventures de Tintin, par exemple dans un manuel de droit international public ou dans un ouvrage consacré à l'information et au renseignement. En 1967, un roman de Jean-Marie Caplain relate le conflit syldavo-bordure en faisant intervenir de nouveaux personnages (ministres, ambassadeurs, militaires...) et enrichit son histoire.
En 2011, des parlementaires français du « Club des parlementaires tintinophiles » organisent un débat sur la question fictive du conflit borduro-syldave. Tintin se voit nommé représentant de l'Union européenne pour résoudre la crise.